# ギルバート・ド・クレア (第5代グロスター伯)
第4代ハートフォード伯および第5代グロスター伯ギルバート・ド・クレア（Gilbert de Clare, 1180年 - 1230年10月25日）は、第3代ハートフォード伯リチャード・ド・クレアの息子で、父よりクレア家の領地を継承した。また、母アミス・フィッツウィリアムよりグロスター伯領およびセント・ヒラリー領を、先祖に当たるロアイーズ・ジファールよりクレア家が獲得していたジファール家領の一部を相続した。1202年6月、ノルマンディーのアルフルールとモンティヴィリエの領地を与えられた。

## 生涯
1215年、ギルバートと父リチャードは、マグナ・カルタの代表者の一員となり、第一次バロン戦争でフランス王太子ルイを支持し、造反諸侯軍に加わりリンカーンで戦った。1217年にウィリアム・マーシャルの捕虜となり、その後、ウィリアムの娘イザベルとイザベルの17歳の誕生日である10月9日に結婚した。
1223年、彼は義兄ウィリアム・マーシャルに同行してウェールズ遠征に参加した。1225年にはヘンリー3世によるマグナ・カルタの確認に同席した。1228年にはウェールズに対する軍を率いてウェールズ貴族モーガン・ガムを捕らえたが、翌年釈放した。
その後、ギルバートはブルターニュ遠征に参加したが、ペンローズへの帰途にブルターニュ公領で亡くなった。遺体はプリマス、クランボーンを経由してテュークスベリーに運ばれた。彼の紋章は、金地に赤の3本のシェブロンである。

## 子女
ギルバートはイザベル・マーシャルとの間に6子をもうけた。
- アグネス（1218年生）
- アミス（1220年 - 1287年） - 第6代デヴォン伯ボールドウィン・ド・レッドヴァースと結婚
- リチャード（1222年 - 1262年） - 第6代グロスター伯
- イザベル（1226年 - 1264年） - 第5代アナンデイル領主ロバート・ド・ブルースと結婚
- ウィリアム（1228年 - 1258年）
- ギルバート（1229年生）
- ペトロニラ（1230年頃 - 1320年） - キャノンリー女子修道院長（1318年）。アシュリーのジョン・セントジョン（1303年没）と結婚した。ジョンはスタントン＝セントジョンのロジャー・セントジョン（1265年没）の弟で、ジョン・デスペンサーの異母兄である。彼らは反乱後に領地（スタントン＝セントジョン、ラゲハム、スワローフィールド）を獲得したが、イーヴシャムの戦いの後、その領地は没収された。このジョン・セントジョンは妻を通してデヴォンのインストウを所有した。

未亡人となったイザベルは後に、プランタジネット家のローマ王兼コーンウォール伯リチャード・プランタジネットと結婚した。

## 紋章

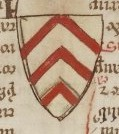
ギルバート・ド・クレアの紋章
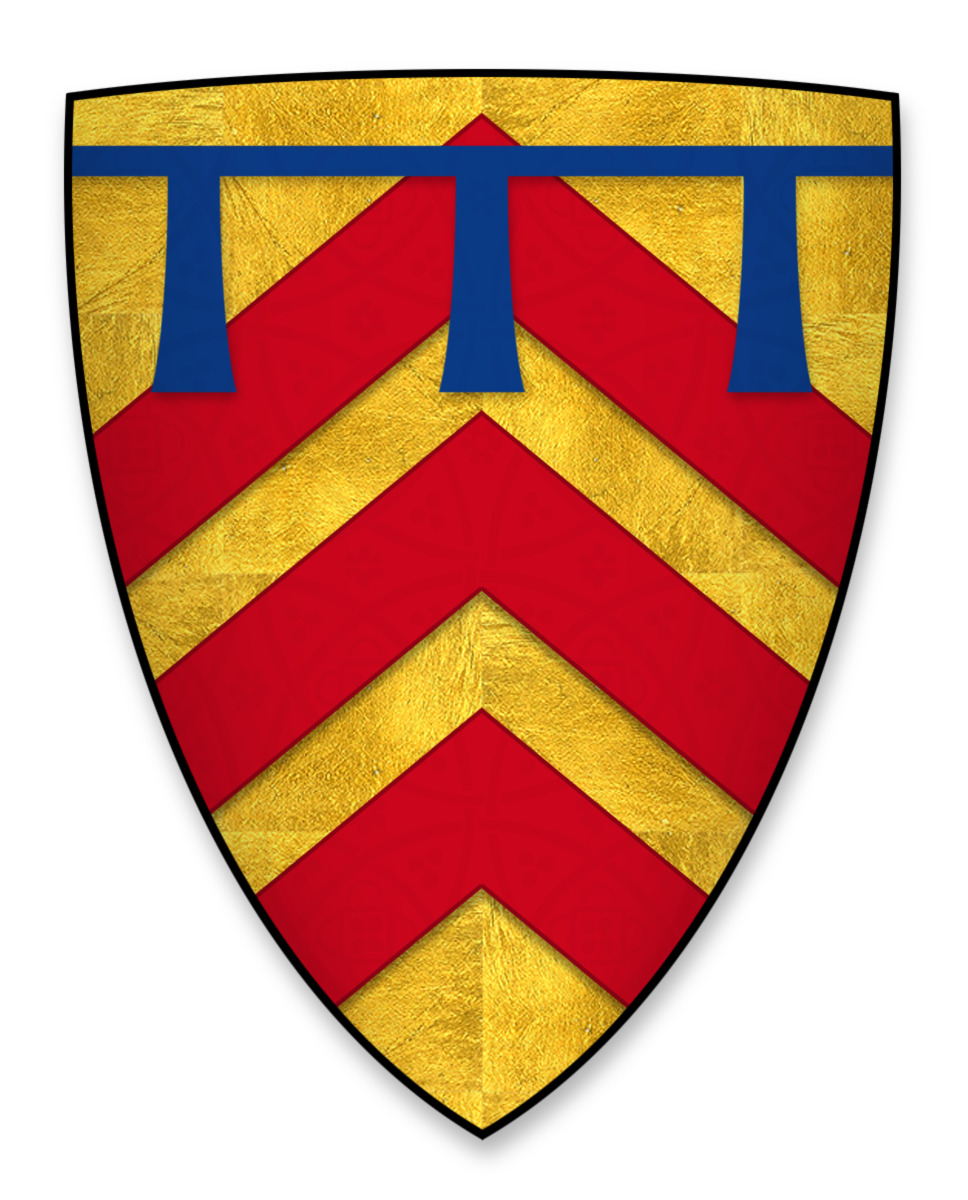
ハートフォード伯の相続人としてギルバート・ド・クレアが『マグナ・カルタ』に用いた紋章。